# 青銅の魔人
『青銅の魔人』（せいどうのまじん）は、月刊娯楽雑誌「少年」（光文社）に1949年に連載された江戸川乱歩作の少年向け推理小説シリーズの第5話目。乱歩としては大人ものを含め、戦後初の執筆作品となった。

## 概要
戦後初の怪人二十面相の登場作品でもある。「妖怪博士」で捕まったが、1年もしない内に脱獄。戦中は鳴りを潜めていたが、戦後になって活動を再開したと紹介される。また、少年探偵団の小林芳雄が、戦災孤児達を束ねて結成したチンピラ別働隊が初登場する。
本作品は、横山光輝の漫画『鉄人28号』の着想にも影響を与えたといわれている。

## あらすじ
東京都内に、ギリギリと歯車の音を鳴らす、全身が青銅でできた機械人間が出没し、真夜中の時計店を襲いはじめ、人々を恐怖に陥れる。そんなとき郊外に住む富豪、手塚竜之助氏の邸宅の時計塔の時計が盗まれ、次には手塚氏愛蔵の「皇帝の夜光の時計」を盗むという予告が来る。手塚氏は警察のみならず、名探偵明智小五郎にも警備を依頼する。しかし土蔵内の金庫に秘していた時計はまんまと青銅の魔人に奪われる。しかも土蔵の中から魔人は消えていた。が、明智の助手小林少年と、彼が戦災孤児を集め組織した「少年探偵団チンピラ別働隊」が魔人を追跡していた。追われた魔人はとある煙突に登って逃げるが、消防ポンプ車の放水によって墜落する。それは人間ではなくロボットであった。この追跡で小林少年は魔人の一味につかまってしまう。目覚めた地下かと思われる賊のアジトには手塚氏の息子昌一と娘の雪子も青銅の魔人の姿にいましめられ拉致されていた。しかし明智はすでに手塚邸の井戸が魔人のアジトの入り口になっていることを見抜いており、手塚氏、中村警部とともにそこへ侵入し、小林を含めた3人の子供たちと時計を取り戻す。そこで明智は青銅の魔人は手塚氏だと指摘する。何度か消えた魔人はエアコンプレッサーで膨張収縮自在の人形であったのであり、煙突から落ちたロボットは魔人が最初から煙突の中に隠していたそれを落としたものである。さらには5年間戦争に行って帰ってきたのは実は手塚氏ではなく別人で、夫人は重病で夫が復員するとすぐに死亡、子供たちは最後の別れの時に小さすぎて父親をよく覚えてなかったゆえに入れ替われたのだ。その正体は二十面相だと明智は言う。明智への復讐に敗れた二十面相は逃走、その途中で明智に化けて小林少年を連れてあるビルまで逃れるが、やはりチンピラ別働隊に追跡されており、明智に踏み込まれさらに逃走、モーターボートで海へと脱出を図るが、それも爆発を起こして事件は解決を見る。

## 登場人物
- 小林芳雄 - 探偵明智小五郎の助手。「少年探偵団」の団長。
- チンピラ別働隊[注 1] - 「少年探偵団」の別働部隊。孤児のグループで、親の目や学校を気にする必要がないため平日日中や夜間の活動も可能。
- 手塚竜之助 - 年代物の時計の収集家。戦争に行っており日本には5年間不在であった。
- 手塚昌一　-竜之助の息子。13歳
- 手塚雪子　-竜之助の娘。8歳
- 怪人二十面相 - 神出鬼没の怪盗で、変装が得意なため「二十面相」と呼ばれ、自らもそう称している。
- 明智小五郎 - 名探偵。二十面相の宿敵。
- 中村警部　-警視庁の警部。明智とは旧知の仲。

## 書誌情報
- 講談社：江戸川乱歩推理文庫 第32巻『妖怪博士／青銅の魔人』 1987年
- 光文社：江戸川乱歩全集 第15巻『三角館の恐怖』 2004年
- ポプラ社：少年探偵4『青銅の魔人』[注 2] 1965年
- ポプラ社：文庫 少年探偵 第5巻『青銅の魔人』 1988年
- ポプラ社：新装版 少年探偵5『青銅の魔人』 1998年
- ポプラ社：文庫（新装版） 第5巻『青銅の魔人』 2005年
- ポプラ社：文庫クラシック 第5巻『青銅の魔人』 2009年
- 三民書店：文庫 繁体字版 『青銅魔人』 2019年[3]

## 関連作品

### ラジオドラマ
- 『乱歩の青銅の魔人』（朝日放送）
昭和27年に放送。

### 映画
- 『名探偵明智小五郎シリーズ 青銅の魔人 第一部』 1954年（昭和29年）
- 『名探偵明智小五郎シリーズ 青銅の魔人 第二部』 1955年（昭和30年）
- 『名探偵明智小五郎シリーズ 青銅の魔人 第三部』 1955年（昭和30年）
- 『名探偵明智小五郎シリーズ 青銅の魔人 第四部』 1955年（昭和30年）
『名探偵明智小五郎シリーズ』として、昭和29年から翌年にかけて計4本が公開された。監督は穂積利昌。怪人二十面相は諸角啓二郎が演じる。

### 小説
- 『怪人二十面相・伝 青銅の魔人』（北村想）
北村想が「二十面相は二人いる」という自説を元に著した小説。二代目二十面相の視点から、同じく二代目を襲名した明智小五郎（小林少年）との対決を描く。